# Niger na Letnich Igrzyskach Paraolimpijskich 2008
Niger na Letnich Igrzyskach Paraolimpijskich w Pekinie reprezentował 1 zawodnik.

## Kadra

### Podnoszenie ciężarów
- Zakari Amadou

kategoria poniżej 67,5 kilogramów - 13 miejsce